# Dominique Cazeaux
Pour les articles homonymes, voir Cazeaux.
Dominique Cazeaux est un homme politique français né le 12 décembre 1835 à Bénac (Hautes-Pyrénées) et décédé le 1er septembre 1909 à Bénac.

## Biographie
Substitut à Oloron-Sainte-Marie en 1862, puis à Bordeaux, et à Paris en 1868, il représente le gouvernement dans de nombreux procès politiques et de presse. Révoqué le 4 septembre 1870, il s'installe comme avocat à Tarbes. Il est maire de Bénac et député des Hautes-Pyrénées de 1875 à 1889, siégeant au groupe bonapartiste de l'Appel au peuple.